# ذكاء جمعي

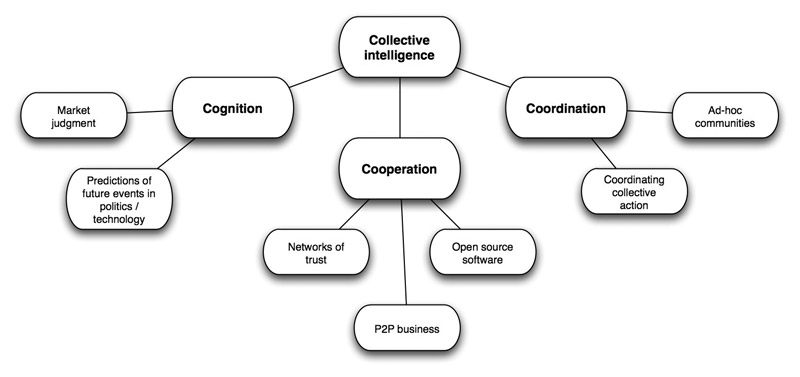
أنواع الذكاء الجمعي

ذكاء جمعي أو ذكاء تكافلي أو مشترك، (بالإنجليزية: Collective Intelligence) هو الذكاء الذي ينشأ نتيجة التعاون أو حتى التنافس بين أفراد مجموعة بشريَّة معيَّنة وصولاً لصنع قرار مشترك، يُستخدم هذا المصطلح في علم الاجتماع وفي العلوم السياسيَّة ؤخصوصاً في مواضيع أنظمة التصويت المتنوِّعة ووسائل الإعلام وغيرها من وسائل قياس النشاط الجماعي في المجتمع، ويمكن قياسه من خلال معدَّل الذكاء الجماعي Collective IQ، كما أنَّ مفهوم الذكاء الجماعي موجود أيضاً عند الحيوانات:63 وحتى الجراثيم.:69
أشار نورمان لي جونسون إلى الذكاء الجماعي باسم «الذكاء التكافلي» ويستخدم هذا المفهوم في علم الاجتماع وإدارة الأعمال وعلوم الكومبيوتر والبرمجيات وفي مواضيع الخيال العلمي أيضاً، بينما عرَّفه بيير ليفي بأنَّه شكل من أشكال الذكاء المنتشر على مستوي عالمي والذي يهدف إلى تنسيق وتعاون مشترك وصولاً لأفكار ومفاهيم جديدة بدلاً من الالتزام بعادات وتقاليد المجتمع البالية، ويؤكِّد بيير ليفي وديريك كيركوف إلى أهميَّة تكنولوجيا المعلومات والاتصالات وشبكات الإنترنت وقدرتها على تعزيز الذكاء الجماعي وتوسيع نطاق التفاعل البشري على مستوى العالم.
يساهم الذكاء الجماعي بشكل فعَّال في انتقال المعرفة من المستوى الفردي إلى المستوى الجماعي العام، ووفقاً لإريك ريموند وجي سي هيرز فإنَّ هذا النوع من الذكاء المفتوح والعام ستكون نتائجه في نهاية المطاف أكبر وأكثر تفوقاً من الذكاء والمعرفة الناتجة عن البرمجيَّات التي تطوِّرها وتحتكرها بعض الشركات، ويرى الباحث الإعلامي هنري جينكينز أنَّ الذكاء الجماعي مصدر بديل عن الإعلام التقليدي لأنَّه يساهم في تمازج الثقافات والمعارف البشريَّة خارج إطار التعليم المدرسي الرسمي، وينتقد جينكينز المدارس لأنَّها تروِّج للحلول المستقلَّة الفرديَّة وتحارب التعليم الذي توفِّره الطرق المعرفيَّة البديلة الناتجة عن الذكاء الجماعي، بل يذهب بيير ليفي وهنري جينكينز إلى أبعد من ذلك حين يؤكِّدان أنَّ الذكاء الجماعي هام جداً في عملية التحوُّل الديمقراطي لأنَّه يرتبط بثقافة جماعيَّة قائمة على المعرفة وبالتالي فهو يساهم في فهم تنوُّع المجتمع وتعدُّديَّته.
تأثَّر العديد من الكتَّاب بمفهوم الذكاء الجماعي ومن أشهرهم: فرانسيس غالتون ودوغلاس هوفشتادتر (1979)، بيتر روسل (1983)، توم أتلي (1993)، بيار ليفي (1994)، هاوارد بلوم (1995)، فرانسيس هيليغن ودوغلاس إنجيلبرت وولويس روزينبرغ (2003).

## نظرة تاريخيَّة
نشأ مفهوم الذكاء الجماعي «رغم عدم استخدام المصطلح بشكل صريح» عام 1785 مع الماركيز دي كوندروسيه والذي ابتدع نظريَّة «هيئة المُحلَّفين»، والتي تنصُّ على أنَّه إذا كان من المُرجَّح أن يقوم كل عضو في مجموعة تصويت باتخاذ القرار الصحيح فإنَّ احتمال الوصول لأفضل وأصحِّ قرار يزيد كلَّما زاد عدد أعضاء مجموعة التصويت ، لقد طرح أرسطو مثالاً شهيراً في كتابه السياسة فقال: «الوليمة التي ساهم فيها كثيرون ستكون أفضل ومتنوِّعة أكثر وترضي أذواق الجميع أكثر من تلك التي يُحضِّرها شخص واحد»، وفسَّر العديد من المُفكِّرين هذا المثال بأنَّ المشاورات التي يشترك فيها أكبر عدد من الناس ستشمل معلومات وآراء متنوِّعة وسينتج عنها قرار أفضل ، في حين ترى دراسات حديثة أنَّ مقصد أرسطو لم يكن هكذا بالتحديد ولكنَّ نظريَّات الذكاء الجماعي المعاصرة هي التي قادت لهذا التفسير.
كذلك عُثر على توضيح تمهيدي لفكرة الذكاء الجماعي في ملاحظات عالم الحشرات ويليام ويلر عام 1910، والذي أوضح أنَّ الأفراد يمكن أن يتعاونوا بشكل وثيق لدرجة أنَّه لا يمكن تمييزهم عن كائن حي واحد، وأعطى ويلر مثالاً عن هذا الأداء التعاوني الجماعي في النمل الذي يتصرَّف أفراده وكأنَّهم خلايا من كائن حي واحد.
في عام 1912 أكَّد إيميل دوركهايم في كتابه «الأشكال الأوليَّة للحياة الدينيَّة» أنَّ المجتمع هو المصدر الوحيد للفكر البشري المنطقي، لأنَّه يشكِّل ذكاءً جماعيَّاً يتجاوز الفرد الواحد زمانيَّاً ومكانيَّاً، من جهته استخدم هيلبيرت جورج ويلس مفهوم الدماغ العالمي global brain، في حين أنشأ كلٌّ من بيتر راسل وإليزابيث ساهتوريس وباربرا هوبارد مصطلح التطور الواعي، وربط دوغلاس إنجيلبيرت الذكاء الجماعي بالتنظيم البشري الفعَّال وتوقَّع أن يؤدي الذكاء البشري المُتزايد إلى تأثير إيجابي أكبر على حل المشكلات الجماعيَّة، وقال بأنَّ فعاليَّة ثلاثة أشخاص يعملون معاً على حل مُشكلة مُعقَّدة ستكون أكبر بثلاثة أضعاف من فعالية شخص واحد يعمل بمفرده، وفي عام 1994 صاغ إنجيلبيرت مصطلح «معدَّل الذكاء الجماعي»، ودعا لتركيز الاهتمام على رفع معدَّل الذكاء الجماعي وخصوصاً في قطاع الأعمال.
يُشكِّل مفهوم الذكاء الجماعي أيضاً إطاراً للنظريَّات الديمقراطيَّة المُعاصرة والتي يُشار إليها عادةً بالديمقراطيَّة المعرفيَّة، وتؤكِّد هذه النظريَّات على قدرة الجماهير على الوصول للحقيقة عن طريق تداول الأفكار وتجميع المعارف أي عن طريق الذكاء الجماعي.

## أبعاد وآراء
يناقش هوارد بلوم السلوك الجماعي من مستوى الذرات إلى مستوى مستعمرات الجراثيم والمجتمعات النباتية والحيوانيَّة والبشريَّة، ويؤكِّد أنَّ التكيُّف البيولوجي هو الذي جعل معظم الكائنات الحيَّة على الأرض «آلة تعلُّم» بحسب وصفه، وفي عام 1986 صاغ نظريَّة متكاملة عن آليَّة عمل الذكاء الجماعي ، واستخدم نظريَّته لتفسير كيفيَّة استخدام الذكاء الجماعي على مستوى المجتمعات البشريَّة وحتى المستعمرات الجرثوميَّة المتنافسة.
تتبَّع بلوم تطوُّر الذكاء الجماعي إلى أسلافنا الأولى كالجراثيم والكائنات وحيدة الخليَّة منذ مليار سنة، وأظهر كيف أنَّ الذكاء الجماعي بأنواعه المختلفة قد عمل منذ بداية الحياة على الأرض ، ورأى أنَّ مجتمع النمل يُظهِر من الناحية التقنيَّة ذكاءً جماعياً أكثر من كلِّ الحيوانات الأخرى باستثناء البشر، واستشهد بمثال المنَّ الذي يستخدمه النمل للحلب، وتقطيع أوراق الأشجار ونقلها للأعشاش لتغذية الفطريات فيها.
من جهته يستخدم ديفيد سكربينا مفهوم العقل الجماعي ويرى أنَّه يعود للفيلسوف أفلاطون الذي قال إنَّ العقل أو الوعي كليُّ الوجود، وموجود في كل شيء، ويطوِّر ذات المفهوم الذي استخدمه توماس هوبز في كتابه لوياثان للبحث عن الآثار الفلسفية للعقل الجماعي ، أمَّا توم أتلي فيركِّز في المقام الأول على البشر ويدعو للعمل على ترقية الذكاء الجماعي للتغلُّب على التحيُّز المعرفي الفردي من أجل السماح للمجتمع البشري بالتعاون لتنفيذ المهام وتعزيز الأداء الفكري، لقد عرَّف جورج بور ظاهرة الذكاء الجماعي بأنَّها قدرة المجتمعات البشريَّة على التطوُّر نحو التعقيد والانسجام من خلال آليات الابتكار والإبداع المتنوعة مثل التكامل والتنافس والتعاون، ويعتقد كلٌّ من أتلي وبور أنَّ الذكاء الجماعي سيؤدي إلى مستوى من التركيز والاهتمام يقود لتوفير عتبة مناسبة للعمل، وقد ترسَّخ هذا المنهج وبقي له أهميَّة خاصة في المجتمع العلمي.
إنَّ معدَّل الذكاء الجماعي لمجموعة بشريَّة معيَّنة يُقدِّم لنا قسماً كبيراً من صفات هذه المجموعة وخصائصها وخصوصاً تكوينها وحجم التفاعل والتعاون ضمنها وتنوِّع الأشخاص فيها، ويقترح أتلي وبور أنَّ الذكاء الجماعي يجب أن يُنظَر إليه في المقام الأول على أنَّه مشروع بشري تكون فيه الأفكار والرغبة في المشاركة والانفتاح لتحقيق المصلحة العامة لها أولويَّة قصوى، وبالطبع فإنَّ ذلك لا يعني أنَّ الأفراد الذين يدعمون الذكاء الجماعي لا يثقون بقدراتهم الفرديَّة ولكنَّهم يعترفون بأنَّ المعرفة الكليَّة أكبر وأنفع من الأجزاء المعرفيَّة الفردية، تظهر الفائدة العظمى للذكاء الجماعي من خلال قدرة الجماعة على قبول اقتراحات الأفراد وتطوير الأفضل من بينها ودعم تلك التي تحقِّق فائدة أفراد الجماعة، وإنَّ الحدَّ من عدد المقترحات المُقدَّمة من قبل الأفراد وعدم تطوير الآراء النافعة من بينها يعيق الذكاء الجماعي ويقلِّل من أهميَّته.

## قضايا ذات صلة
يتأثَر ذكاء الفرد بعاملين أساسيَّين هما الوراثة والبيئة، وفي هذا الصدد يهدف الذكاء الجماعي لمعرفة الأسباب التي تجعل مجموعات معيَّنة تعمل بشكل أكثر ذكاءً من مجموعات أخرى، علماً أنَّ الذكاء الجماعي يرتبط فقط بذكاء الأفراد ضمن الجماعة ، ووفقاً للنتائج التي خلص إليها ويللي وزملاؤه فإنَّ هناك ثلاثة عوامل ترتبط ارتباطاً وثيقاً بذكاء مجموعة ما وهي: عدد الأعضاء الذين يشتركون في صياغة الحلول «عدد المُتكلمين»، الحساسيَّة الاجتماعية لأفراد المجموعة، نسبة الإناث في المجموعة، ويبدو أنَّ الحساسية الاجتماعية هي الأهم من بين هذه العوامل. وتشير النتائج أيضاً إلى أنَّ المجموعات التي يسيطر أو يتحكم فيها عدد قليل من الأفراد كانت أقل ذكاءً جماعيَّاً من تلك التي فيها توزيع متساوي للحوار واتخاذ القرار ، وإنَّ إتاحة الفرصة لأعضاء المجموعة المختلفين في الكلام والحوار جعلهم أكثر ذكاءً، ويمكن قياس الحساسيَّة الاجتماعية عند أعضاء المجموعة من خلال العديد من الاختبارات التي تكشف عن تفكير الفرد أو شعوره نحو معتقدات ورغبات وتقاليد الشعوب الأخرى التي تختلف عن جماعته الأم ويطلق على هذا الاختبار أحياناً اسم «قراءة العقل».

## أدلَّة ودراسات
قام ويللي وشابريس ومالون وهاشمي بدراسة إحصائيَّة واسعة النطاق على 192 مجموعة تحوي أشخاص اختيروا بشكل عشوائي لدراسة الذكاء الجماعي على أساس الفهم العلمي، أُجْرِّيَت دراستين أوليَّتين وطلب من المجموعات القيام بمهام متنوعة معاً مثل الألغاز البصريَّة والتحليل الذهني وإصدار الأحكام الأخلاقيَّة على جماعات أخرى والتفاوض على الموارد المحدودة ، بعدها أُجْرِيَ تحليل عام لنتائج الدراسة، وقد أظهرت كلتا الدراستين دعماً وتأكيداً على عامل الذكاء الجماعي C، وتكرَّرت نفس النتائج مع أنجل وزملائه في دراستهم عام 2014 ، وحصل باحثون على نتائج مماثلة من خلال المجموعات التي تتواصل عبر الإنترنت عن طريق الرسائل النصيَّة وبرز هنا دور نسبة الإناث في المجموعة وأهميَّة الحساسيَّة الاجتماعيَّة في الذكاء الجماعي، إنَّ مفهوم الحساسيَّة الاجتماعيَّة تهدف لقياس قدرة الناس على تحديد الحالة المعرفية أو العقلية للمجتمعات البشريَّة الأخرى، ولكنَّ المشتركين في دراسة التواصل عبر الرسائل النصيَّة لم يعرفوا أو يروا بعضهم مطلقاً واعتمدوا على قدرات التفكير الاجتماعي أكثر من التعبير البصري أو الشكلي للآخرين.

## صحة التنبؤات
إنَّ التنبُّؤ بأداء المجموعة البشريَّة أكثر تعقيداً ممَّا تظهره التجارب والدراسات السابقة، ولكن يبدو أنَّ عامل الذكاء الجماعي C قادر على التنبُّؤ بأداء مهام متعدِّدة لمجموعة من طلاب الماجستير في إدارة الأعمال تستمر لعدة أشهر، ونلاحظ أيضاً أنَّ هذه المجموعات حقَّقت ذكاء جماعي أكبر بكثير رغم أنَّ أفرادها لم ينجزوا أي مهام بشكل فردي على نحو أفضل من غيرهم، بالإضافة لذلك فإنَّ الفرق ذات الذكاء الجماعي المرتفع يتحسَّن أداؤهم مع مرور الوقت ممَّا يشير إلى أنَّ الأفراد يتعلَّمون بشكل أسرع وأفضل عندما يكونون ضمن فريق مرتفع الذكاء الجماعي.
ولكن يجب الإشارة هنا إلى أنَّ معدَّل ذكاء الفرد له تطبيقات مختلفة في الحياة الشخصيَّة، ويمكن استخدامه للتنبؤ بنتائج التحصيل الدراسي، النجاح الوظيفي ، الوضع الصحي، وحتى الوفاة، إنَّ الذكاء الجماعي قادر على التنبؤ بأداء المجموعات، أمَّا قدرة معدَّل الذكاء الجماعي على التنبؤ بالنتائج والمعطيات السابقة فهو أمرٌ غير واضح حتى الآن ويحتاج لمزيد من الدراسات.

## تطبيقات
تقدير القيمة الوسطيَّة: نستخدم هذا التطبيق لمحاولة الحصول على تقدير وسطي برقم أو قيمة واحدة لشيء ما، على سبيل المثال: تقدير وزن شيء ما أو تاريخ إنتاج مادة ما أو احتمال نجاح مشروع معين... إنَّ التقدير الجماعي أو قدرة التنبؤ لأفراد المجموعة يعطينا متوسط قيمة تقديرات أعضاء المجموعة ويكون أدق من التقدير الفردي.

### تجميع الآراء
```
في هذه الحالة نجمع آراء الجمهور أو عينة معينة حول بعض الأفكار أو القضايا أو المنتجات، على سبيل المثال الحصول على تقييم أو آراء الجمهور ضمن نطاق معين حول منتج يباع عبر الإنترنت عن طريق نظام التقييم الذي يستخدم النجوم وبعدها يُحْسَب عدد ونسبة العملاء وآرائهم.
```

جمع الحلول والأفكار: هنا نجمع الأفكار والحلول أو التصاميم التي يقدِّمها أفراد المجموعة حول مشروع أو مشكلة ما، وهذه الطريقة مطبَّقة في العديد من مواقع الإنترنت التي تستقبل تصاميم العملاء في الأزياء، أو حتى حلول بعض المشاكل أو الأسئلة البسيطة التي تهمُّ قطاعاً كبيراً من المجتمع وبعده تُجَمَّع الاقتراحات المُقدَّمة واختيار الأفضل من بينها عن طريق اِعْتِمَاد معايير خاصَّة، يُقسِّم جيمس سوروييكي مزايا صنع القرار عن طريق الذكاء الجماعي إلى ثلاث فئات رئيسيَّة هي: المعرفة والتعاون والتنسيق، وصولاً لاتخاذ أفضل قرار ممكن.

## وصلات خارجية
- الإنسان يسعى إلى الاقتداء بالنمل في طريقته لتنظيم حركة المرور
- MIT Center for Collective Intelligence
- الأبحاث في مجال محاكاة الذكاء الجمعي ستضاعف من ذكاء الكمبيوترات